# Karatau Nature Preserve
Karatau Nature Preserve är ett naturreservat i Kazakstan.   Det ligger i oblystet Sydkazakstan, i den centrala delen av landet, 900 km söder om huvudstaden Astana. Arean är 34 kvadratkilometer.